# Ksantippos ze Sparty
Ksantippos, Ksanthippos, Ksantyppos,  gr. Ξάνθιππος Xanthippus (III w. p.n.e.) – grecki najemnik ze Sparty, uczestnik I wojny punickiej w służbie Kartaginy.

## Życiorys
Prawdopodobnie był spartiatą, ostatnim o którym wiadomo (zgodnie z przekazem Polibiusza), że przeszedł przez agoge, surowy proces państwowego wychowania w Sparcie.
Na służbę Kartaginy, toczącej wojnę z Rzymem, zaciągnął się w 256 roku p.n.e., tak jak wielu innych greckich najemników, kiedy skończył się konflikt zbrojny między władcą Macedonii Antygonosem Gonatasem, a królem Egiptu, Ptolemeuszem II. Znalazł się wśród żołnierzy, których w Grecji zaciągnęli kartagińscy werbownicy, wysłani dla uzupełnienia armii po rzymskim zwycięstwie w bitwie pod Adys.
Ksantippos publicznie skrytykował dotychczasowe działania Kartagińczyków, którzy unikali starć na równinnym terenie, z obawy przed piechotą rzymską, lecz jednocześnie przez to nie mogli wykorzystać swojej przewagi w kawalerii i słoniach bojowych. Jego wywody, powtórzone przed kartagińską Radą Starszych, spotkały się z akceptacją, a on sam został zaangażowany w szkolenie armii. Ćwiczenia i demonstracyjne przemarsze odbywały się na równinach w pobliżu Kartaginy.
Służąc jako najemy żołnierz w armiach monarchii hellenistycznych poznał taktykę harmonijnej współpracy różnych rodzajów wojsk i szkolenie sił kartagińskich opierał o te wzorce. Wykazywał spore umiejętności dowódcze w rozmieszaniu i manewrowaniu oddziałami. Prawdopodobnie był też świadkiem ataku armii Pyrrusa na Spartę w 272 roku p.n.e. i użycia przy tym słoni bojowych, co również mogło wzbogacić jego doświadczenie. Niewykluczone, że to dzięki niemu Kartagińczycy zaczęli w sposób bardziej umiejętny wykorzystywać te zwierzęta w bitwach.
Polibiusz, który z dumą przedstawiał jego dokonania, sugerował, że dzięki przekonaniu do swoich racji władz Kartaginy, otrzymał dowodzenie nad nową armią, lecz prawdopodobnie Grek został jedynie doradcą trzech właściwych dowódców, Bostara, Hamilkara i Hazdrubala, syna Hannona (pokonanych wcześniej pod Adys). Ewentualnie mogli oni sprawować tylko nominalną komendę, a realne dowodzenie oddali mu, kiedy stoczenie bitwy było już pewne. O takim postępowaniu z ich strony, podjętym na żądania żołnierzy, wspominał Polibiusz.
Wiosną 255 roku p.n.e. siły kartagińskie zaatakowały armię rzymską Marka Atyliusza Regulusa na równinnym terenie w okolicach Tunes. Ksantippos w pierwszej linii ustawił 100 słoni, a za nimi falangę piechoty, złożoną z obywateli Kartaginy. Na skrzydłach piechoty umieścił bardziej mobilnych najemników, zaś flanki całej armii zajmowała kawaleria. Mimo silnego oporu i lokalnych sukcesów, Rzymianie zostali otoczeni i całkowicie pokonani. Było to jedyne zwycięstwo w bitwie lądowej, jakie Kartagina odniosła podczas I wojny punickiej.
Niedługo po zwycięstwie Grek opuścił służbę kartagińską. Z hojnymi darami i przydzieloną mu eskortą, powrócił do ojczyzny. Wedle relacji Polibiusza powodem takiego zachowania była jego niechęć do budzenia zazdrości wśród kartagińskich arystokratów, jak i poczucie niezależności. Inna wersja dalszych losów Ksantipposa, znana z prac późniejszych autorów (między innymi Sylwiusza Italikusa, Appiana, Waleriusza Maksymusa czy Zonarasa) głosi, że Kartagińczycy z zawiści próbowali go utopić lub utopili. Opowieść ta wydaje się nieprawdziwa, choć dopatrywano się w niej pewnego prawdopodobieństwa, z racji tego, że o dalszych losach najemnika brak wzmianek w źródłach z terenów Grecji. Być może została stworzona przez Rzymian, którzy poprzez postawienie w jak najgorszym świetle przeciwników, chcieli odreagować upokarzającą klęskę pod Tunes.
Przypuszcza się, że najemnika można utożsamić z Ksantipposem, który w 245 roku p.n.e. został mianowany przez Ptolemeusza III namiestnikiem jednej z prowincji jego królestwa, świeżo zdobytej, po drugiej stronie Eufratem.